# Liga Mundial de Voleibol de 2006
A Liga Mundial de Voleibol de 2006 foi a 17ª edição do torneio anual organizado pela Federação Internacional de Voleibol. Foi disputada por dezesseis países, de 14 de julho a 27 de agosto. A fase final foi realizada em Moscou, na Rússia.

## Equipes participantes
| Grupo A                                                  | Grupo B                                     | Grupo C                            | Grupo D                                   |
| -------------------------------------------------------- | ------------------------------------------- | ---------------------------------- | ----------------------------------------- |
| Estados Unidos · Japão · Polónia · Sérvia e Montenegro · | Argentina · Brasil · Finlândia · Portugal · | China · França · Itália · Rússia · | Bulgária · Coreia do Sul · Cuba · Egito · |

## Fase Intercontinental

### Grupo A
| Pos | Equipe              | Pts | V | D  | PP    | PC    | PA    | SP | SC | SA    |
| --- | ------------------- | --- | - | -- | ----- | ----- | ----- | -- | -- | ----- |
| 1   | Sérvia e Montenegro | 21  | 9 | 3  | 1.108 | 1.039 | 1,066 | 29 | 18 | 1,611 |
| 2   | Polónia             | 21  | 9 | 3  | 1.161 | 1.118 | 1,038 | 31 | 19 | 1,631 |
| 3   | Estados Unidos      | 17  | 5 | 7  | 1.027 | 985   | 1,042 | 22 | 23 | 0,956 |
| 4   | Japão               | 13  | 1 | 11 | 924   | 1.078 | 0,857 | 11 | 33 | 0,333 |

PTS - pontos, J - jogos, V - vitórias, D - derrotas, PP - pontos pró, PC - pontos contra, PA - pontos average, SP - sets pró, SC - sets contra, SA - sets average
| Data  | Jogo           | Jogo | Jogo           | Parciais | Parciais | Parciais | Parciais | Parciais | Cidade         |
| Data  | Jogo           | Jogo | Jogo           | 1        | 2        | 3        | 4        | 5        | Cidade         |
| ----- | -------------- | ---- | -------------- | -------- | -------- | -------- | -------- | -------- | -------------- |
| 14/07 | Estados Unidos | 1-3  | Polônia        | 25-22    | 23-25    | 23-25    | 23-25    | -        | Salt Lake City |
| 15/07 | Japão          | 3-0  | Sérvia         | 25-22    | 25-22    | 25-20    | -        | -        | Mie            |
| 15/07 | Estados Unidos | 1-3  | Polônia        | 24-26    | 13-25    | 25-20    | 22-25    | -        | Salt Lake City |
| 16/07 | Japão          | 1-3  | Sérvia         | 28-26    | 16-25    | 26-28    | 22-25    | -        | Mie            |
| 21/07 | Sérvia         | 3-1  | Polônia        | 25-17    | 22-25    | 25-19    | 32-30    | -        | Vršac          |
| 22/07 | Japão          | 0-3  | Estados Unidos | 15-25    | 22-25    | 17-25    | -        | -        | Hiroshima      |
| 22/07 | Sérvia         | 3-2  | Polônia        | 25-19    | 22-25    | 25-17    | 16-25    | 15-11    | Belgrado       |
| 23/07 | Japão          | 0-3  | Estados Unidos | 12-25    | 21-25    | 18-25    | -        | -        | Hiroshima      |
| 29/07 | Polônia        | 1-3  | Sérvia         | 17-25    | 25-21    | 24-26    | 21-25    | -        | Lodz           |
| 29/07 | Estados Unidos | 3-0  | Japão          | 25-18    | 25-20    | 25-18    | -        | -        | Minneapolis    |
| 30/07 | Polônia        | 3-1  | Sérvia         | 25-23    | 21-25    | 25-18    | 25-19    | -        | Lodz           |
| 30/07 | Estados Unidos | 3-1  | Japão          | 25-15    | 21-25    | 25-17    | 25-15    | -        | Minneapolis    |
| 4/08  | Estados Unidos | 1-3  | Sérvia         | 25-13    | 34-36    | 22-25    | 17-25    | -        | Spokane        |
| 5/08  | Japão          | 2-3  | Polônia        | 19-25    | 28-30    | 25-21    | 25-18    | 20-22    | Funabashi      |
| 5/08  | Estados Unidos | 3-1  | Sérvia         | 27-25    | 25-22    | 25-27    | 25-21    | -        | Spokane        |
| 6/08  | Japão          | 0-3  | Polônia        | 33-35    | 21-25    | 17-25    | -        | -        | Funabashi      |
| 12/08 | Polônia        | 3-2  | Estados Unidos | 17-25    | 21-25    | 25-19    | 25-23    | 17-15    | Katowice       |
| 12/08 | Sérvia         | 3-0  | Japão          | 26-24    | 25-17    | 25-19    | -        | -        | Novi Sad       |
| 13/08 | Polônia        | 3-0  | Estados Unidos | 25-22    | 25-19    | 25-23    | -        | -        | Katowice       |
| 13/08 | Sérvia         | 3-1  | Japão          | 25-18    | 25-20    | 21-25    | 25-21    | -        | Vršac          |
| 18/08 | Sérvia         | 3-2  | Estados Unidos | 21-25    | 24-26    | 25-16    | 25-16    | 15-13    | Belgrado       |
| 19/08 | Polônia        | 3-1  | Japão          | 24-26    | 25-23    | 25-23    | 25-13    | -        | Poznan         |
| 19/08 | Sérvia         | 3-0  | Estados Unidos | 25-23    | 25-15    | 25-23    | -        | -        | Novi Sad       |
| 20/08 | Polônia        | 3-2  | Japão          | 22-25    | 25-18    | 25-19    | 23-25    | 22-20    | Poznan         |

### Grupo B
| Pos | Equipe    | Pts | V  | D  | PP    | PC    | PA    | SP | SC | SA    |
| --- | --------- | --- | -- | -- | ----- | ----- | ----- | -- | -- | ----- |
| 1   | Brasil    | 24  | 12 | 0  | 1.047 | 865   | 1,210 | 36 | 6  | 6,000 |
| 2   | Argentina | 19  | 7  | 5  | 979   | 1.010 | 0,969 | 22 | 21 | 1,048 |
| 3   | Finlândia | 16  | 4  | 8  | 1.007 | 1.040 | 0,968 | 19 | 26 | 0,731 |
| 4   | Portugal  | 13  | 1  | 11 | 994   | 1.112 | 0,894 | 11 | 35 | 0,314 |

PTS - pontos, J - jogos, V - vitórias, D - derrotas, PP - pontos pró, PC - pontos contra, PA - pontos average, SP - sets pró, SC - sets contra, SA - sets average
| Data  | Jogo      | Jogo | Jogo      | Parciais | Parciais | Parciais | Parciais | Parciais | Cidade         |
| Data  | Jogo      | Jogo | Jogo      | 1        | 2        | 3        | 4        | 5        | Cidade         |
| ----- | --------- | ---- | --------- | -------- | -------- | -------- | -------- | -------- | -------------- |
| 14/07 | Finlândia | 3-0  | Portugal  | 25-21    | 29-27    | 25-19    | -        | -        | Oulu           |
| 15/07 | Argentina | 0-3  | Brasil    | 20-25    | 23-25    | 22-25    | -        | -        | San Juan       |
| 15/07 | Finlândia | 3-0  | Portugal  | 26-24    | 25-20    | 25-22    | -        | -        | Oulu           |
| 16/07 | Argentina | 0-3  | Brasil    | 17-25    | 17-25    | 20-25    | -        | -        | San Juan       |
| 22/07 | Brasil    | 3-1  | Argentina | 25-15    | 24-26    | 25-22    | 25-23    | -        | Belo Horizonte |
| 22/07 | Portugal  | 3-2  | Finlândia | 25-23    | 18-25    | 16-25    | 25-22    | 15-13    | Matosinhos     |
| 23/07 | Brasil    | 3-0  | Argentina | 25-15    | 25-17    | 25-21    | -        | -        | Belo Horizonte |
| 23/07 | Portugal  | 2-3  | Finlândia | 25-15    | 22-25    | 25-20    | 27-29    | 10-15    | Matosinhos     |
| 28/07 | Finlândia | 0-3  | Argentina | 22-25    | 18-25    | 22-25    | -        | -        | Kuopio         |
| 29/07 | Portugal  | 0-3  | Brasil    | 23-25    | 20-25    | 15-25    | -        | -        | Lisboa         |
| 29/07 | Finlândia | 0-3  | Argentina | 23-25    | 20-25    | 23-25    | -        | -        | Kuopio         |
| 30/07 | Portugal  | 0-3  | Brasil    | 20-25    | 16-25    | 22-25    | -        | -        | Lisboa         |
| 4/08  | Finlândia | 0-3  | Brasil    | 17-25    | 22-25    | 21-25    | -        | -        | Tampere        |
| 5/08  | Portugal  | 2-3  | Argentina | 22-25    | 20-25    | 27-25    | 25-16    | 12-15    | Matosinhos     |
| 5/08  | Finlândia | 1-3  | Brasil    | 17-25    | 25-27    | 25-22    | 17-25    | -        | Tampere        |
| 6/08  | Portugal  | 2-3  | Argentina | 25-23    | 29-27    | 25-27    | 19-25    | 19-21    | Matosinhos     |
| 12/08 | Brasil    | 3-1  | Finlândia | 22-25    | 25-19    | 25-19    | 25-20    | -        | Brasília       |
| 12/08 | Argentina | 3-0  | Portugal  | 25-22    | 25-18    | 30-28    | -        | -        | Rosario        |
| 13/08 | Brasil    | 3-1  | Finlândia | 25-23    | 25-21    | 23-25    | 25-23    | -        | Brasília       |
| 13/08 | Argentina | 3-0  | Portugal  | 25-22    | 32-30    | 25-22    | -        | -        | Rosario        |
| 19/08 | Brasil    | 3-1  | Portugal  | 22-25    | 25-20    | 25-21    | 25-18    | -        | Fortaleza      |
| 19/08 | Argentina | 3-2  | Finlândia | 22-25    | 36-34    | 25-18    | 27-29    | 15-12    | Catamarca      |
| 20/08 | Brasil    | 3-1  | Portugal  | 25-17    | 32-34    | 25-20    | 25-17    | -        | Fortaleza      |
| 20/08 | Argentina | 0-3  | Finlândia | 19-25    | 19-25    | 17-25    | -        | -        | Catamarca      |

### Grupo C
| Pos | Equipe | Pts | V | D  | PP    | PC    | PA    | SP | SC | SA    |
| --- | ------ | --- | - | -- | ----- | ----- | ----- | -- | -- | ----- |
| 1   | França | 21  | 9 | 3  | 1.110 | 1,065 | 1,042 | 29 | 19 | 1,526 |
| 2   | Rússia | 20  | 8 | 4  | 1.060 | 977   | 1,085 | 30 | 16 | 1,875 |
| 3   | Itália | 19  | 7 | 5  | 1.057 | 1.002 | 1,055 | 27 | 19 | 1,421 |
| 4   | China  | 12  | 0 | 12 | 808   | 991   | 0,815 | 4  | 36 | 0,111 |

PTS - pontos, J - jogos, V - vitórias, D - derrotas, PP - pontos pró, PC - pontos contra, PA - pontos average, SP - sets pró, SC - sets contra, SA - sets average
| Data  | Jogo   | Jogo | Jogo   | Parciais | Parciais | Parciais | Parciais | Parciais | Cidade       |
| Data  | Jogo   | Jogo | Jogo   | 1        | 2        | 3        | 4        | 5        | Cidade       |
| ----- | ------ | ---- | ------ | -------- | -------- | -------- | -------- | -------- | ------------ |
| 15/07 | Rússia | 2-3  | França | 22-25    | 23-25    | 25-19    | 25-20    | 13-15    | Moscou       |
| 15/07 | China  | 0-3  | Itália | 14-25    | 14-25    | 25-27    | -        | -        | Chengdu      |
| 16/07 | China  | 0-3  | Itália | 17-25    | 24-26    | 18-25    | -        | -        | Chengdu      |
| 16/07 | Rússia | 3-0  | França | 25-20    | 32-30    | 25-20    | -        | -        | Moscou       |
| 21/07 | Itália | 1-3  | França | 20-25    | 25-19    | 20-25    | 23-25    | -        | Verona       |
| 22/07 | China  | 1-3  | Rússia | 22-25    | 30-28    | 19-25    | 29-31    | -        | Chengdu      |
| 23/07 | China  | 0-3  | Rússia | 23-25    | 23-25    | 18-25    | -        | -        | Chengdu      |
| 23/07 | Itália | 2-3  | França | 29-27    | 25-23    | 20-25    | 21-25    | 14-16    | Trento       |
| 28/07 | Itália | 0-3  | Rússia | 21-25    | 21-25    | 18-25    | -        | -        | Genova       |
| 29/07 | China  | 0-3  | França | 26-28    | 22-25    | 23-25    | -        | -        | Chengdu      |
| 30/07 | China  | 0-3  | França | 21-25    | 20-25    | 22-25    | -        | -        | Chengdu      |
| 30/07 | Itália | 1-3  | Rússia | 16-25    | 19-25    | 25-23    | 23-25    | -        | Turim        |
| 5/08  | Rússia | 3-0  | China  | 25-12    | 25-17    | 25-22    | -        | -        | Ekaterinburg |
| 5/08  | França | 2-3  | Itália | 27-29    | 27-25    | 25-21    | 24-26    | 17-19    | Le Cannet    |
| 6/08  | Rússia | 3-2  | China  | 25-13    | 21-25    | 25-17    | 16-25    | 15-12    | Ekaterinburg |
| 6/08  | França | 3-2  | Itália | 23-25    | 25-18    | 26-28    | 25-20    | 16-14    | Le Cannet    |
| 11/08 | Itália | 3-0  | China  | 25-18    | 25-21    | 25-20    | -        | -        | Catania      |
| 12/08 | França | 0-3  | Rússia | 23-25    | 24-26    | 18-25    | -        | -        | Montpellier  |
| 12/08 | Itália | 3-0  | China  | 25-14    | 25-22    | 25-13    | -        | -        | Catania      |
| 13/08 | França | 3-2  | Rússia | 25-17    | 18-25    | 25-20    | 16-25    | 15-9     | Montpellier  |
| 19/08 | França | 3-1  | China  | 25-18    | 25-17    | 22-25    | 27-25    | -        | Limoges      |
| 19/08 | Rússia | 0-3  | Itália | 22-25    | 27-29    | 24-26    | -        | -        | Moscou       |
| 20/08 | França | 3-0  | China  | 25-22    | 25-22    | 25-18    | -        | -        | Limoges      |
| 20/08 | Rússia | 2-3  | Itália | 18-25    | 25-22    | 17-25    | 25-22    | 6-15     | Moscou       |

### Grupo D
| Pos | Equipe        | Pts | V  | D  | PP  | PC    | PA    | SP | SC | SA    |
| --- | ------------- | --- | -- | -- | --- | ----- | ----- | -- | -- | ----- |
| 1   | Bulgária      | 22  | 10 | 2  | 990 | 838   | 1,181 | 33 | 8  | 4,125 |
| 2   | Cuba          | 22  | 10 | 2  | 971 | 832   | 1,167 | 30 | 11 | 2,727 |
| 3   | Coreia do Sul | 16  | 4  | 8  | 925 | 994   | 0,931 | 15 | 28 | 0,536 |
| 4   | Egito         | 12  | 0  | 12 | 779 | 1.001 | 0,778 | 5  | 36 | 0,139 |

PTS - pontos, J - jogos, V - vitórias, D - derrotas, PP - pontos pró, PC - pontos contra, PA - pontos average, SP - sets pró, SC - sets contra, SA - sets average
| Data  | Jogo          | Jogo | Jogo          | Parciais | Parciais | Parciais | Parciais | Parciais | Cidade  |
| Data  | Jogo          | Jogo | Jogo          | 1        | 2        | 3        | 4        | 5        | Cidade  |
| ----- | ------------- | ---- | ------------- | -------- | -------- | -------- | -------- | -------- | ------- |
| 15/07 | Coreia do Sul | 1-3  | Cuba          | 23-25    | 16-25    | 25-21    | 21-25    | -        | Daejeon |
| 15/07 | Bulgária      | 3-0  | Egito         | 26-24    | 25-21    | 25-16    | -        | -        | Varna   |
| 16/07 | Coreia do Sul | 0-3  | Cuba          | 20-25    | 24-26    | 21-25    | -        | -        | Daejeon |
| 16/07 | Bulgária      | 3-0  | Egito         | 25-16    | 25-19    | 25-19    | -        | -        | Varna   |
| 21/07 | Cuba          | 3-0  | Egito         | 25-18    | 25-18    | 25-12    | -        | -        | Havana  |
| 22/07 | Coreia do Sul | 1-3  | Bulgária      | 21-25    | 25-27    | 25-22    | 21-25    | -        | Jeonju  |
| 22/07 | Cuba          | 3-0  | Egito         | 25-17    | 25-19    | 25-19    | -        | -        | Havana  |
| 23/07 | Coreia do Sul | 0-3  | Bulgária      | 20-25    | 22-25    | 21-25    | -        | -        | Jeonju  |
| 28/07 | Egito         | 1-3  | Coreia do Sul | 25-21    | 15-25    | 19-25    | 16-25    | -        | Cairo   |
| 30/07 | Egito         | 0-3  | Coreia do Sul | 23-25    | 22-25    | 18-25    | -        | -        | Cairo   |
| 31/07 | Cuba          | 3-1  | Bulgária      | 25-19    | 25-21    | 22-25    | 25-16    | -        | Havana  |
| 1/08  | Cuba          | 0-3  | Bulgária      | 20-25    | 22-25    | 21-25    | -        | -        | Havana  |
| 4/08  | Egito         | 1-3  | Cuba          | 14-25    | 21-25    | 25-23    | 11-25    | -        | Cairo   |
| 5/08  | Bulgária      | 3-1  | Coreia do Sul | 25-21    | 16-25    | 25-16    | 25-19    | -        | Varna   |
| 6/08  | Bulgária      | 3-0  | Coreia do Sul | 25-19    | 25-19    | 25-18    | -        | -        | Varna   |
| 6/08  | Egito         | 0-3  | Cuba          | 13-25    | 17-25    | 23-25    | -        | -        | Cairo   |
| 12/08 | Coreia do Sul | 3-2  | Egito         | 25-19    | 21-25    | 25-20    | 21-25    | 15-13    | Donghae |
| 12/08 | Bulgária      | 2-3  | Cuba          | 22-25    | 27-29    | 25-13    | 25-15    | 14-16    | Varna   |
| 13/08 | Coreia do Sul | 3-1  | Egito         | 21-25    | 25-22    | 28-26    | 25-19    | -        | Donghae |
| 13/08 | Bulgária      | 3-0  | Cuba          | 30-28    | 25-19    | 25-21    | -        | -        | Varna   |
| 18/08 | Egito         | 0-3  | Bulgária      | 20-25    | 19-25    | 11-25    | -        | -        | Cairo   |
| 18/08 | Cuba          | 3-0  | Coreia do Sul | 25-17    | 25-19    | 25-13    | -        | -        | Havana  |
| 19/08 | Cuba          | 3-0  | Coreia do Sul | 25-18    | 25-18    | 25-21    | -        | -        | Havana  |
| 20/08 | Egito         | 0-3  | Bulgária      | 20-25    | 19-25    | 16-25    | -        | -        | Cairo   |

## Fase Final

### Grupo E
| Pos | Equipe              | Pts | V | D | PP  | PC  | PA    | SP | SC | SA    |
| --- | ------------------- | --- | - | - | --- | --- | ----- | -- | -- | ----- |
| 1   | Rússia              | 5   | 2 | 1 | 287 | 261 | 1,100 | 8  | 5  | 1,600 |
| 2   | França              | 4   | 1 | 2 | 235 | 317 | 1,025 | 7  | 8  | 0,875 |
| 3   | Sérvia e Montenegro | 4   | 1 | 2 | 241 | 262 | 0,920 | 3  | 8  | 0,375 |

PTS - pontos, J - jogos, V - vitórias, D - derrotas, PP - pontos pró, PC - pontos contra, PA - pontos average, SP - sets pró, SC - sets contra, SA - sets average
| Data  | Jogo   | Jogo | Jogo   | Parciais | Parciais | Parciais | Parciais | Parciais |
| Data  | Jogo   | Jogo | Jogo   | 1        | 2        | 3        | 4        | 5        |
| ----- | ------ | ---- | ------ | -------- | -------- | -------- | -------- | -------- |
| 23/08 | Rússia | 3-0  | Sérvia | 25-20    | 26-24    | 25-18    | -        | -        |
| 24/08 | Rússia | 3-2  | França | 25-23    | 21-25    | 25-22    | 21-25    | 15-10    |
| 25/08 | Sérvia | 3-2  | França | 26-24    | 22-25    | 25-19    | 20-25    | 18-16    |

### Grupo F
| Pos | Equipe   | Pts | V | D | PP  | PC  | PA    | SP | SC | SA    |
| --- | -------- | --- | - | - | --- | --- | ----- | -- | -- | ----- |
| 1   | Bulgária | 6   | 3 | 0 | 231 | 194 | 1,191 | 9  | 0  | MAX   |
| 2   | Brasil   | 5   | 2 | 1 | 246 | 258 | 0,953 | 6  | 6  | 1,000 |
| 3   | Itália   | 3   | 0 | 3 | 244 | 282 | 0,865 | 3  | 90 | 0,333 |

PTS - pontos, J - jogos, V - vitórias, D - derrotas, PP - pontos pró, PC - pontos contra, PA - pontos average, SP - sets pró, SC - sets contra, SA - sets average
| Data  | Jogo     | Jogo | Jogo   | Parciais | Parciais | Parciais | Parciais | Parciais |
| Data  | Jogo     | Jogo | Jogo   | 1        | 2        | 3        | 4        | 5        |
| ----- | -------- | ---- | ------ | -------- | -------- | -------- | -------- | -------- |
| 23/08 | Bulgária | 3-0  | Brasil | 25-17    | 25-23    | 25-20    | -        | -        |
| 24/08 | Brasil   | 3-1  | Itália | 25-14    | 17-25    | 25-19    | 25-21    | -        |
| 25/08 | Bulgária | 3-0  | Itália | 25-20    | 29-27    | 25-19    | -        | -        |

### Playoff
| Data  | Jogo     | Jogo | Jogo   | Parciais | Parciais | Parciais | Parciais | Parciais |
| Data  | Jogo     | Jogo | Jogo   | 1        | 2        | 3        | 4        | 5        |
| ----- | -------- | ---- | ------ | -------- | -------- | -------- | -------- | -------- |
| 23/08 | França   | 3-2  | Itália | 25-18    | 23-25    | 23-25    | 25-20    | 15-11    |
| 24/08 | Bulgária | 3-0  | Sérvia | 26-24    | 25-20    | 26-24    | -        | -        |
| 25/08 | Rússia   | 2-3  | Brasil | 25-15    | 18-25    | 25-13    | 24-26    | 12-15    |

### Semifinais
| Data  | Jogo     | Jogo | Jogo   | Parciais | Parciais | Parciais | Parciais | Parciais |
| Data  | Jogo     | Jogo | Jogo   | 1        | 2        | 3        | 4        | 5        |
| ----- | -------- | ---- | ------ | -------- | -------- | -------- | -------- | -------- |
| 26/08 | Bulgária | 0-3  | França | 21-25    | 20-25    | 20-25    | -        | -        |
| 26/08 | Rússia   | 1-3  | Brasil | 19-25    | 19-25    | 29-27    | 27-29    | -        |

### Disputa de 3º lugar
| Data  | Jogo   | Jogo | Jogo     | Parciais | Parciais | Parciais | Parciais | Parciais |
| Data  | Jogo   | Jogo | Jogo     | 1        | 2        | 3        | 4        | 5        |
| ----- | ------ | ---- | -------- | -------- | -------- | -------- | -------- | -------- |
| 27/08 | Rússia | 3-0  | Bulgária | 25-20    | 25-19    | 25-19    | -        | -        |

### Final
| Data  | Jogo   | Jogo | Jogo   | Parciais | Parciais | Parciais | Parciais | Parciais |
| Data  | Jogo   | Jogo | Jogo   | 1        | 2        | 3        | 4        | 5        |
| ----- | ------ | ---- | ------ | -------- | -------- | -------- | -------- | -------- |
| 27/08 | Brasil | 3-2  | França | 22-25    | 23-25    | 25-22    | 25-23    | 15-13    |

## Classificação Final
| #      | Equipe              |
| ------ | ------------------- |
| Gold   | Brasil              |
| Silver | França              |
| Bronze | Rússia              |
| 4.     | Bulgária            |
| 5.     | Sérvia e Montenegro |
| 6.     | Itália              |
| 7.     | Cuba                |
| 8.     | Polónia             |
| 9.     | Argentina           |
| 10.    | Estados Unidos      |
| 11.    | Finlândia           |
| 12.    | Coreia do Sul       |
| 13.    | Portugal            |
| 14.    | Japão               |
| 15.    | China               |
| 16.    | Egito               |

## Prêmios
- MVP (Most Valuable Player):  Gilberto Godoy Filho

- Maior Pontuador:  Sebastien Ruette

- Melhor Ataque:  Matey Kaziyski

- Melhor Bloqueio:  Vincent Montmeat

- Melhor Saque:  André Nascimento

- Melhor Recepção:  Alessandro Paparoni

- Melhor Defesa:  Alexey Verbov

- Melhor Levantador:  Andrey Zhekov

- Melhor Líbero:  Alexey Verbov